# Maxïmo Park
Maxïmo Park — английская постпанк-ривайвл-группа, образованная в 2000 году в северо-восточной Англии. В настоящее время в состав группы входят Пол Смит (ведущий вокалист), Дункан Ллойд (гитара, бас, клавишные, бэк-вокал) и Том Инглиш (ударные). Первые два альбома группы стали золотыми в Великобритании, а их дебютный альбом был номинирован на премию Mercury Prize.

## Характеристики
Стиль
Звучание группы можно охарактеризовать как инди-рок, постпанк-ривайвл, альтернативный рок и электроник-рок. Как и их друзья и соседи из Field Music и The Futureheads, они черпали вдохновение у таких легенд, как The Jam, XTC, Wire и The Smiths.
Лирика
Maxïmo Park не боялись делиться своей откровенно политической точкой зрения, даже когда это было немодным, как в альбомах The National Health (2012) и Too Much Information (2014). В альбоме Risk to Exist (2017) звучат песни, предлагающие комментарии по таким вопросам, как кризис беженцев и общее чувство нестабильности, которое, кажется, распространяется по всему миру. Однако они никогда не теряли связь с глубокими чувствами в своей музыке, и альбомы Nature Always Wins (2021) и Stream of Life (2024) доказали, что они были такими же трогательно вдумчивыми и искренними, какими были в начале.

## Дискография
Смотри статью «Дискография Maxïmo Park» в англ. разделе.
- A Certain Trigger (2005)
- Our Earthly Pleasures (2007)
- Quicken the Heart (2009)
- The National Health (2012)
- Too Much Information (2014)
- Risk to Exist (2017)
- Nature Always Wins (2021)
- Stream of Life (2024)